# Іштимбал
Іштимба́л (рос. Иштымбал, марій. Ӱштымбал) — присілок у складі Куженерського району Марій Ел, Росія. Адміністративний центр Іштимбальського сільського поселення.

## Населення
Населення — 408 осіб (2010; 474 у 2002).
Національний склад (станом на 2002 рік):
- марі — 97 %